# Àbac romà

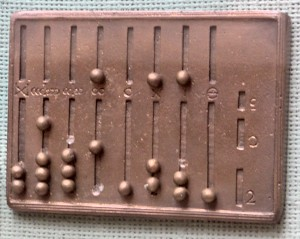
Una reconstrucció d'un àbac romà de mà, fet pel Museu RGZ a Mainz, 1977. L'original és de bronze i es conserva a la Biblioteca nacional de França, a París.

Els Romans varen desenvolupar l'àbac de mà romà, una versió en base 10 portàtil, però menys potent, de l'àbac Babilònic previ. Va ser el primer mecanisme de càlcul portàtil per a enginyers, comerciants i presumiblement recaptadors fiscals. En gran manera reduïa el temps necessari per executar les operacions bàsiques de l'aritmètica emprant la numeració romana.
Com Karl Menninger diu en la pàgina 315 del seu llibre.," Per a càlculs més extensos i complicats, com aquells que calien en els en la mesura de terrenys, hi havia, a més a més a l'àbac de mà, una autèntica taula de càlcul amb còdols lliures. L'Àbac trusc i els predecessors grecs, com l'àbac de Salamina i el gerro De Darius, donen una bona idea com deu haver estat, encara que no se sap que es conservi cap espècimen de la taula de càlcul romana. Però la llengua, el guardià més fiable i conservador d'una cultura passada, ha arribat al nostre rescat una vegada més. Sobretot, ha conservat el fet dels elements de càlcul deslligats tan fidelment que podem discernir això més clarament que si posseíem una taula de càlculs real. El que els grecs anomenaven psephoi, els romans ho anomenaven càlculs. La paraula llatina calx vol dir 'còdol' o 'pedra de grava'; calculi són així petites pedres (emprades com a comptadors)."
Tant l'àbac Romà com el suanpan Xinès s'han utilitzat des de temps antics. Amb un gra damunt i quatre davall de la barra, la configuració sistemàtica de l'àbac romà és coincident al soroban Japonès modern (i no amb el suanpan xinès que en té 5 i 2), encara que el soroban històricament deriva del suanpan.

## Disposició
L'àbac romà de mà mostrat aquí és una reconstrucció, conté set solcs llargs i set més curts utilitzats per a comptar nombres enters, el primer té fins a quatre grans en cada un, i l'últim en té només un. Els dos solcs de més a la dreta eren per al càlcul fraccionari. L'àbac es feia d'una placa de metall on els grans corrien en solcs. La mida era tal que podria cabre en una butxaca de camisa moderna.
```
 | | | | | | | | | | | | | | | |
 | | | | | | | | | | | | | | | |
 |O| |O| |O| |O| |O| |O| |O| |O|

 MM CM XM M C X I Ө Ɛ
 --- --- --- --- --- --- --- --- ---
 | | | | | | | | | | | | | | | | | |
 | | | | | | | | | | | | | | | | | | Ɔ
 |O| |O| |O| |O| |O| |O| |O| |O| | |
 |O| |O| |O| |O| |O| |O| |O| |O| | |
 |O| |O| |O| |O| |O| |O| |O| |O| | |
 |O| |O| |O| |O| |O| |O| |O| |O| |O| 2
 |O| |O|

```

El diagrama es basa en l'àbac de mà romà del Museu de la Ciència de Londres.
El solc de més avall marcat amb I indica unitats, X desenes, etcètera fins a milions. Els grans als solcs més curts superiors denoten cinc unitats, cinc desenes, etc., essencialment en un sistema de numeració posicional decimal codificat biquinari.
Els càlculs es fan per mitjà de grans que probablement es feien lliscar amunt i avall els solcs per indicar el valor de cada columna.
Les ranures superiors contenien un gra únic mentre les ranures més baixes contenien quatre grans, sent les úniques excepcions les dues columnes de més a la dreta, la columna marcada amb 2, Ө i la columna 3 amb tres símbols avall el costat d'una ranura única o al costat de tres ranures separades amb, Ɛ, 3 or S o un símbol com el signe £ però sense, un C al revés al costat de la ranura mitjana i un símbol de 2 al costat de la ranura inferior, depenent de l'àbac i la font per exemple Friedlein, Menninger o Ifrah. Aquestes dues últimes ranures són per a la matemàtica de base mixta, un desenvolupament únic de l'àbac de mà romà es descriuen en les següents seccions.
La ranura més llarga amb cinc grans per sota la posició Ө permetia el càlcul de 1/12 d'una unitat anomenada una uncia (del qual se'n deriva el català unça), fent útil l'àbac per a les Mesures romanes i la Moneda romana. La primera columna era o una ranura única amb 4 grans o 3 ranures amb un, un i dos grans respectivament a dalt i a baix. En qualsevol cas, tres símbols s'incloïen al costat de la versió de ranura única o un símbol per ranura per a la versió de tres ranures. Moltes mesures eren agregades per dotzenes. Així la lliura romana ('libra'), constava de 12 unces (unciae) (1 uncia = 28 grams). Una mesura de volum congius, constava de 12 heminae (1 hemina = 0.273 litres). El peu romà (pes), era 12 polzades (unciae) (1 uncia = 2.43 cm). El actus, la llargada de solc estàndard en llaurar, era 120 pedes. Hi havia tanmateix altres mesures d'ús comú - per exemple el sextarius era dos heminae.
L'as, la moneda de coure principal en el sistema monetari romà, també estava dividit en 12 unciae. Altra vegada, l'àbac s'ajustava perfectament al sistema monetari.

## Símbols i ús
La primera columna s'arranjava o com a ranura única amb tres símbols diferents o com tres ranures separades amb un, un, i dos grans respectivament i un símbol diferent per a cada ranura. És més probable que la ranura o les ranures de més a la dreta s'utilitzessin per enumerar fraccions d'una unça i aquests fossin de dalt a baix, 1/2, 1/4 i 1/12 d'una unça. El caràcter superior en aquesta ranura (o la primera ranura on la columna de més a la dreta té tres ranures separades) és el caràcter més semblant al que es feia servir per denotar un semuncia o 1/24. El nom semuncia denota 1/2 d'un uncia o 1/24 de la unitat de base, l'As. De la mateixa manera el següent caràcter és el que es feia servir per indicar un sicilicus o 1/48 th d'un As que és 1/4 d'una uncia. Aquests dos caràcters es troben a la taula de Fraccions Romanes en P75 del llibre de Graham Flegg. Finalment, el l'últim caràcter o el de més avall és més similar però no idèntic al caràcter a la taula de Flegg per denotar-ne 1/144 d'un As, el dimidio sextula que és el mateix que 1/12 d'una uncia.
Això està tanmateix fins i tot més fortament recolzat per Gottfried Friedlein Arxivat 2011-07-21 a Wayback Machine. a la taula al final del llibre que resumeix l'ús d'un conjunt molt extens de formats alternatius per a valors diferents incloent-hi el de fraccions. A l'entrada a aquesta taula numerada amb el 14 es refereix altra vegada a (Zu) 48, llista diferents símbols per la semuncia (¹/24), el sicilicus (¹/48), el sextula (¹/72), el dimidia sextula (¹/144), i el scriptulum (¹/288). De principal importància, observa específicament els formats de la semuncia, el sicilicus i la sextula tal com es fan servir a l'àbac de bronze romà, "àbac d'auf dem chernan". El símbol de la semuncia s'assembla a una "S" majúscula, però també inclou el símbol que s'assembla a un nombre tres però amb una línia horitzontal en la part superior, tot girat 180 graus. Són aquests dos símbols que apareixen en mostres d'àbac en diferents museus. El símbol pel sicilicus és el que es troba a l'àbac i s'assembla a un signe d'interrogació gran que abraça l'interlineat sencer.
El símbol més important el de la sextula, que s'assembla molt a un dígit 2 en cursiva. Ara, com manifesta Friedlein, aquest símbol indica el valor de ¹/72 d'un As. Tanmateix, manifestava específicament en la penúltima frase de secció 32 a la pàgina 23 Arxivat 2011-07-21 a Wayback Machine., els dos grans a la ranura inferior tenen un valor cadascun de ¹/72. Això permetria que aquesta ranura representi només ¹/72 (i.e. ¹/₆ x ¹/₁₂ amb un gra) o ¹/36 (i.e. ²/₆ x ¹/₁₂ = ¹/₃ x ¹/₁₂ amb dos grans) d'un uncia respectivament. Això contradiu tots els documents existents que manifesten que aquesta ranura més baixa s'utilitzava per comptar terços d'una uncia (i.e. ¹/₃ i ²/₃ x ¹/₁₂ d'un Tan.
Això ocasiona dues interpretacions oposades d'aquesta ranura, la de Friedlein i la de molts altres experts com Ifrah i Menninger que proposen l'ús d'un i dos terços. Hi ha tanmateix una tercera possibilitat.
Si aquest símbol es refereix al valor total de la ranura (i.e. ¹/72th d'un As), llavors cada un dels dos grans només poden tenir un valor de la meitat d'aquest o ¹/144th d'un As o ¹/₁₂èssims d'una uncia. Això suggereix llavors que aquests dos grans comptaven de fet dotzenes parts d'una uncia i no terços d'una uncia. De la mateixa manera, per al de dalt i el del mig, els símbols pr la semuncia i el sicilicus també podria indicar el valor de la ranura mateixa i, ja que hi ha només un gra en cada una, seria també el valor del gra. Això faria que els símbols per a aquestes tres ranures representessin el valor de la ranura sense implicar contradiccions.
Altre argument que suggereix que la ranura més baixa representa fraccions de dotzena més que terços d'una uncia queda descrita millor per la figura de sota. El diagrama de sota suposa per simplicitat que s'està parlant de fraccions d'una uncia com a valor unitari igual a un (1). Si els grans a la ranura més baixa de la columna I representa terços, llavors els grans a les tres ranures per a fraccions de ¹/₁₂ d'una uncia no poden mostrar tots els valors des de ¹/₁₂ d'una uncia a 11/₁₂ d'una uncia. En particular, no seria possible representar ¹/₁₂, ²/₁₂ i ⁵/₁₂. A més aquest arranjament tindria en compte valors pel que sembla innecessaris de 13/₁₂, ¹⁴/₁₂ i 17/₁₂. Fins i tot més significatiu és el fet que no hi hauria una progressió racional d'arranjaments dels grans al pas amb valors creixents de fraccions de dotzena. De la mateixa manera, si se suposa que cada un dels grans de la ranura més baixa té un valor de ¹/₆ d'una uncia, hi ha una altra vegada una sèrie irregular de valors disponibles per a l'usuari, cap valor possible de ¹/₁₂ i un valor aliè de 13/₁₂. És només emprant un valor de ¹/₁₂ per a cada un dels grans de la ranura més baixa que tots els valors de fraccions de dotzena des de ¹/₁₂ fins a 11/₁₂ es poden representar i en una progressió ternària, binària, binària lògica per a les ranures des de la de baix fins a la superior. Això pot es pot apreciar millor en referència a la figura de sota.

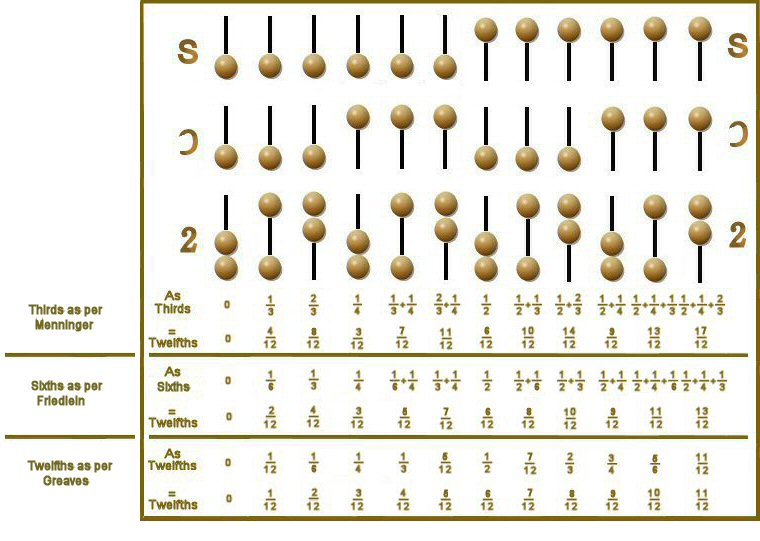
Usos alternatius dels grans de la ranura més baixa.

Es pot argumentar que els grans en aquesta primera columna es podrien haver utilitzat com es creia originalment i àmpliament és a dirt com ½, ¼ i ⅓ i ⅔, de forma completament independent l'un de l'altre. Tanmateix això és més difícil de sostenir en el cas on aquesta primera columna és una ranura única amb els tres símbols inscrits.
El què es pot deduir d'aquests àbacs romans, és la prova innegable que els romans estaven utilitzant un mecanisme que exhibia un decimal, un sistema de numeració posicional, i el coneixement inferit d'un valor zero com representat per una columna sense grans en una posició significativa. A més, la natura biquinària de la porció d'enter tenia en compte transcripció directa des de i cap a les xifres romanes escrites.
La reconstrucció d'un àbac de mà romà al Gabinet des Médailles, nationale Bibliothèque, dona suport a això. La rèplica de l'àbac de mà romà Landesinstitut für Lehrerbildung und Schulentwicklung Arxivat 2008-10-07 a Wayback Machine., que es mostra aïllat aquí, en proporciona fins i tot més evidència.

## Inferència del zero i els nombres negatius
Quan es fa servir un àbac les files o les columnes sovint no representen res, o zero. Com que els romans utilitzaven xifres romanes per enregistrar resultats, i com que les xifres romanes eren totes positives, no hi havia cap necessitat d'una notació pel zero. Però tenien el concepte de nulla que ocorria en qualsevol valor posicional, fila o columna.
També és possible inferir que estaven familiaritzats amb el concepte d'un nombre negatiu atès que els comerciants romans necessitaven entendre i manipular deutes i préstecs.